# David Wilkerson
David Wilkerson (Hammond (Indiana), 19 de maio de 1931 — Texas, 27 de abril de 2011) foi um Pastor evangélico não-denominacional americano.

## Biografia
Wilkerson nasceu em 19 de maio de 1931 em Hammond (Indiana). Ele estudou teologia no Central Bible College em Springfield (Missouri) e foi ordenado pastor em 1952.

## Ministério
O reverendo David Wilkerson começou seu ministério em meados de  1958 pregando para pessoas marginalizadas nos subúrbios de Nova Iorque e teve grande sucesso principalmente após a conversão de Nick Cruz que era um chefe de uma temida gangue local. O seu livro autobiográfico A Cruz e o Punhal conta exatamente esse período de sua vida que durou 5 anos. 

## Morte
Morreu aos 79 anos. O fundador da Igreja de Times Square, em Nova Iorque, sofreu um acidente de carro no Texas na tarde de quarta-feira, 27 de abril de 2011.